# Puccinia hieracii
Puccinia hieracii (Röhl.) H. Mart. – gatunek grzybów z rodziny rdzowatych (Pucciniaceae). Grzyb mikroskopijny pasożytujący na roślinach z rodziny astrowatych. Wywołuje u niej chorobę zwaną rdzą.

## Systematyka i nazewnictwo
Pozycja w klasyfikacji według Index Fungorum: Puccinia, Pucciniaceae, Pucciniales, Incertae sedis, Pucciniomycetes, Pucciniomycotina, Basidiomycota, Fungi.
Takson ten opisał w 1813 r. Johann Christoph Röhling nadając mu nazwę Puccinia flosculosorum var. hieracii. Obecną, uznaną przez Index Fungorum nazwę nadał mu Heinrich von Martius w 1817 r.
Ma 24 synonimy. Niektóre z nich:
- Puccinia cichorii f. longipes Sousa da Câmara 1940
- Puccinia hieracii var. hypochaeridis (Oudem.) Jørst. 1936
- Puccinia hieracii var. piloselloidearum (Probst) Jørst. 1936
- Puccinia jaceae var. elbursensis Aliabadi & M. Abbasi 2013

## Morfologia i rozwój
Puccinia hieracii jest pasożytem jednodomowym, tzn. cały jej cykl rozwojowy odbywa się na jednym żywicielu. Jest też rdzą niepełnocyklową, nie wytwarza ecjów. Spermogonia żółte, powstające na obu stronach blaszki liściowej, często także na nerwach i ogonku. Uredinia i telia na górnej stronie blaszki, w postaci pylących grudek, brązowe i czarno-brązowe. Urediniospory kolczaste, z 2 nadrównikowymi porami rostkowymi, każdy z otoczką. Teliospory dwukomórkowe, krótkie owalne, prawie gładkie, z krótkim, szklistym trzonkiem.

## Występowanie
Występuje na wszystkich kontynentach poza Antarktydą, a także na wielu wyspach. Jest polifagiem pasożytującym na licznych gatunkach z rodziny astrowatych, głównie na Hieracium i Pilosella. Stwierdzono występowanie na następujących ich gatunkach: Hieracium alpinum, amplexicaule, aragonense, bifidum, bupleuroides, carpetanum, dimilense subsp. balkanum, erosulum, glabratum, glaucinum & subsp. cinerascens, glaucum, humile, lachenalii subsp. cruentifolium, laevigatum, lycopifolium, maculatum, murorum, nigrescens, onosmoides subsp. oreades, piliferum, pilosum & villosiceps, prenanthoides, racemosum, rohacsense, sabaudum & subsp. vagum, saxatile, schmidtii, spathulatum, tomentosum, umbellatum, villosum, viscosum, vulgatum, Pilosella lacctucella, piloselloides subsp. praealta. W Polsce stwierdzono występowanie także na gatunkach zaliczanych do rodzajów: chaber, cykoria, omieg, brodawnik, goryczel, wężymord, sierpik, mniszek.

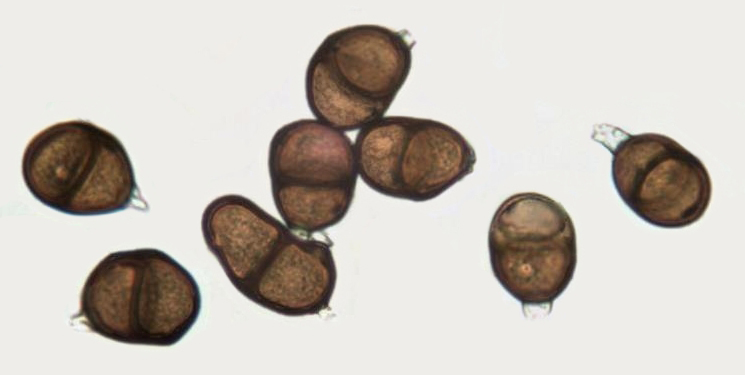
Teliospory